# Senyoria de Montmirail
|  | Per a altres significats, vegeu «Senyoria de Montmirail (Sarthe)». |

Montmirail fou una senyoria feudal del Regne de França al Marne, al centre del país, veïns dels comtes de Xampanya.
Un senyor de la cort de nom Gaucher, que posseïa grans dominis, va fer construir una vila al mig de les seves terres a la que va nomenar Fort de Gaucher, que es va deformar a La Ferté-Gaucher. Veí del comte de Xampanya, Gaucher es va fer amic i aliat d'aquest poderós senyor i es va casar amb una filla que li va aportar en dot la terra de Montmirail amb la condició expressa que el primer fill d'aquest matrimoni portés el nom i li fes homenatge. La senyoria de Montmirail va estar en mans dels senyors de La Ferté-Gaucher, que foren:
- Dalmaci de Montmirail, senyor de La Ferté-Gaucher (vers 1045 - 1092)
- Gaucher de Montmirail, senyor de La Ferté-Gaucher (vers 1075 - 1123)
- Elies de Montmirail, senyor de La Ferté-Gaucher (vers 1105 - 1150)
- Andreu de Montmirail, senyor de La Ferté-Gaucher (vers 1140 - 1212)

Va passar després a Joan de Montmirail, conestable de França (nascut 1165 - + 29 de setembre de 1217) que va salvar la vida a Felip August i es va retirar com a monjo a l'abadia de Longpont.
- Joan II de Montmirail
- Mateu de Montmirail, senyor de La Ferté-Gaucher (+ 1262)
- Marie d'Oisy i de Montmirail, fille de Joan II de Montmirail, hereva de Cambrai (nascuda vers 1195 - + 20 de setembre de 1272), casada el 1213 amb Enguerrand III de Coucy, que ja havia mort el 1262. Llavors va passar als Coucy. Vegeu Senyoria d'Oisy.